# Antōnios Fōtiadīs
Antōnios Fōtiadīs (in greco: Αντώνιος Φωτιάδης; 1899) è stato un calciatore greco di ruolo portiere.

## Carriera

### Nazionale
Fece parte della nazionale greca che partecipò ai Giochi olimpici di Anversa, disputò l'unica partita giocata dalla sua nazionale in quell'edizione.